# Zwei Studien vom Kopf eines alten Mannes
Zwei Studien vom Kopf eines alten Mannes ist eine Zeichnung des niederländischen Künstlers Rembrandt van Rijn. Die Arbeit ist als Querformat in brauner Tinte auf Papier ausgeführt und wurde 1624 oder 1625 als Skizze für das Gemälde Christus vertreibt die Geldwechsler aus dem Tempel gezeichnet. Damit ist sie das früheste Beispiel für die zahlreichen Zeichnungen Rembrandts, die als vorbereitende Skizzen einem Gemälde zugeordnet werden können.

## Beschreibung

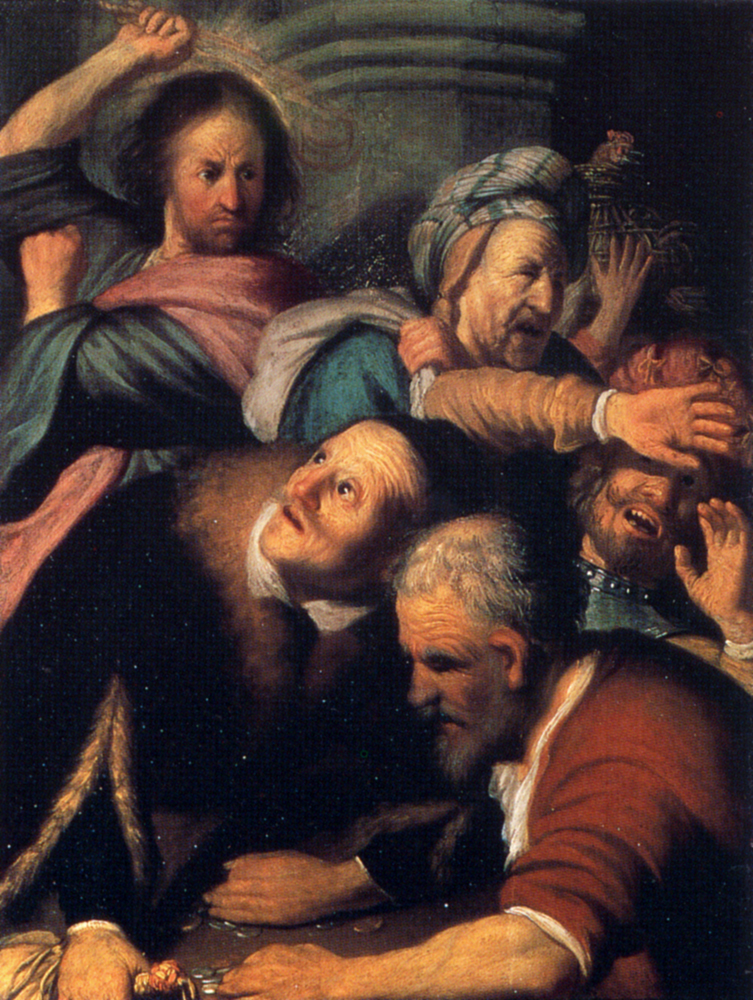
Christus vertreibt die Geldwechsler aus dem Tempel, Rembrandt, Öl auf Holz, 43,1 × 32 cm, 1624/1625, Puschkin-Museum, Moskau

Die Zeichnung zeigt zwei Kopfbilder desselben alten Mannes mit Halbglatze, Vollbart und nach unten geneigtem Kopf. Das linke Porträt stellt ihn halblinks von vorne dar, das rechte ist eine etwas größere Darstellung fast im Profil. Rembrandt gelingt es, die Konturen der Gesichter und die wichtigsten Merkmale mit wenigen unterschiedlich kräftigen Strichen herauszuarbeiten. Die Zeichnung hat das Format 9 × 14,9 cm und ist mit brauner Tinte auf Papier gezeichnet. Das Blatt wurde in zwei Teile zerrissen, der Riss verläuft zwischen beiden Porträts von der Oberkante senkrecht nach unten und knickt etwas unterhalb der Mitte des Blattes schräg nach links unten ab. Die Teile wurden wieder zusammengefügt.

## Hintergrund

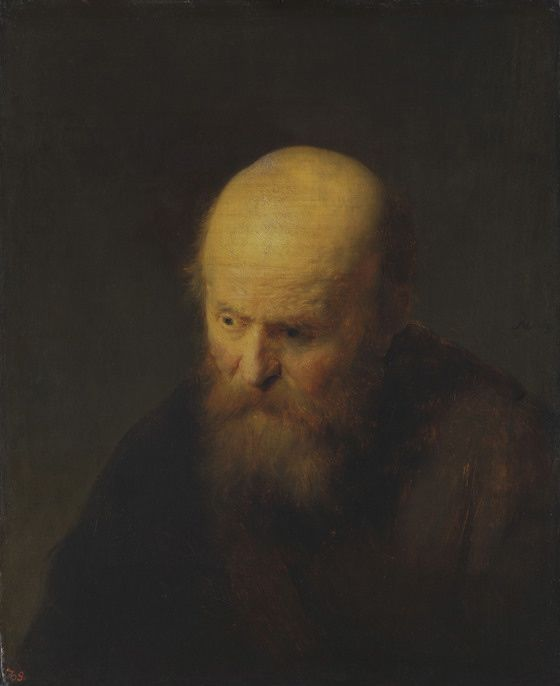
Büste eines kahlköpfigen alten Mannes Rembrandt, Öl auf Holz, 48,7 × 40,2 cm, 1631, Gemäldegalerie Alte Meister, Kassel

Rembrandts Gemälde Christus vertreibt die Geldwechsler aus dem Tempel gehört neben dem ursprünglich fünfteiligen Zyklus Die fünf Sinne zu Rembrandts frühesten Gemälden, die noch während oder kurz nach seiner Ausbildung bei Pieter Lastman entstanden sind. Die Skizze Zwei Studien vom Kopf eines alten Mannes diente offensichtlich der Vorbereitung dieses Gemäldes, die im Gemälde rechts unten am Tisch sitzend abgebildete Figur ist nach der rechten der beiden Skizzen gemalt. Die linke Skizze ähnelt allgemein den von Rembrandt gemalten Porträts alter Männer. Ein Beispiel ist die Büste eines kahlköpfigen alten Mannes in der Gemäldegalerie Alte Meister in Kassel. Die Zuordnung dieser Skizze zu einem bestimmten Gemälde ist allerdings nicht möglich.

## Rezeption
Die Zeichnung wurde durch Werner Sumowski anlässlich ihrer Versteigerung im Jahr 1981 Rembrandt zugeschrieben. Peter Schatborn schlug aus stilistischen Gründen Jan Lievens als Zeichner vor, fand aber damit in der Fachwelt keine Zustimmung.

## Provenienz
Die Zeichnung befand sich bis 1981 im Privatbesitz und wurde am 16. November 1981 von Christie’s in Amsterdam als Los 32 versteigert. Anschließend wurde sie im US-amerikanischen Kunsthandel angeboten und 1983 von einem Kunsthändler in Boston an das J. Paul Getty Museum verkauft.

## Ausstellungen (chronologisch)
- J. Paul Getty Museum, Pacific Palisades, Kalifornien. Ausstellung 17th Century Dutch Drawings, 21. Juli bis 4. Oktober 1992
- J. Paul Getty Museum, Pacific Palisades, Kalifornien. Ausstellung Dutch Drawings of the 16th and 17th Centuries, 16. August bis 23. Oktober 1994
- J. Paul Getty Museum im Getty Center, Los Angeles, Kalifornien. Ausstellung Casting Characters: Portraits and Studies of Heads, 4. November 2003 bis 1. Februar 2004
- J. Paul Getty Museum im Getty Center, Los Angeles, Kalifornien. Ausstellung Masterful Likeness: Dutch Drawings of the Golden Age, 24. Juli bis 28. Oktober 2018

## Weblink
- Two Studies of the Head of an Old Man auf der Website des J. Paul Getty Museum